# Jeremías Scialchi
Jeremías Scialchi (San Antonio de Areco, Provincia de Buenos Aires, 14 de agosto de 2003) es un piloto argentino de automovilismo. Iniciado en el ámbito del karting zonal, inició su carrera profesional en el año 2018 al incursionar en la Fórmula 4 Nueva Generación,  donde consiguió el subcampeonato en la temporada siguiente.
En 2020 inició su trayectoria en automóviles de turismo, al debutar en el TC Pista Mouras, categoría en la cual continuó compitiendo hasta el año 2021, tras la cual recibió el ascenso al TC Mouras, categoría en la que debutó 2022 y se proclamó campeón en 2023.  La obtención de este título, le abrió las puertas para competir en el TC Pista a partir de 2024 y en el Turismo Carretera, una vez cumplimentada su participación en TCP.

## Resumen de carrera
| Años                           | Categorías                 | Equipos              | Automóviles     | Carreras     | Victorias    | Podios       | PP           | VR           | Puntos       | Pos.         |
| ------------------------------ | -------------------------- | -------------------- | --------------- | ------------ | ------------ | ------------ | ------------ | ------------ | ------------ | ------------ |
| 2018                           | Fórmula 4 Nueva Generación | Savini Sport Team    | Crespi-Audi     | 4            | 0            | 2            | 1            | 0            | 122.50       | 19.º         |
| 2019                           | Fórmula 4 Nueva Generación | 130R                 | Crespi-Audi     | 11           | 4            | 2            | 7            | 1            | 485.00       | 2.º          |
| 2020                           | TC Pista Mouras            | Garavano Motorsport  | Chevrolet Chevy | 8            | 0            | 1            | 0            | 0            | 293.75       | 4.º          |
| 2021                           | TC Pista Mouras            | Santagata Motorsport | Chevrolet Chevy | 12           | 2            | 5            | 1            | 0            | 410.25       | 10.º         |
| 2022                           | TC Mouras                  | LRD Performance      | Chevrolet Chevy | 8            | 0            | 0            | 0            | 0            | 357.50       | 16.º         |
| 2022                           | TC Mouras                  | Trotta Racing Team   | Torino Cherokee | 6            | 1            | 3            | 1            | 2            | 357.50       | 16.º         |
| 2023                           | TC Mouras                  | Trotta Racing Team   | Torino Cherokee | 16           | 2            | 9            | 2            | 5            | 815.25       | 1.º          |
| 2024                           | TC Pista                   | Maquin Parts Racing  | Torino Cherokee | 2            | 1            | 1            | 0            | 1            | 70.00        | 3.º          |
| Fuentes:                       | [ 9 ] [ 10 ]               | [ 9 ] [ 10 ]         | [ 9 ] [ 10 ]    | [ 9 ] [ 10 ] | [ 9 ] [ 10 ] | [ 9 ] [ 10 ] | [ 9 ] [ 10 ] | [ 9 ] [ 10 ] | [ 9 ] [ 10 ] | [ 9 ] [ 10 ] |
| En cursiva: Temporada en curso |                            |                      |                 |              |              |              |              |              |              |              |

## Palmarés
| Título     | Categoría                  | Automóvil       | Año  |
| ---------- | -------------------------- | --------------- | ---- |
| Subcampeón | Fórmula 4 Nueva Generación | Crespi-Audi     | 2019 |
| Campeón    | TC Mouras                  | Torino Cherokee | 2023 |